# Cross City
Cross City város az USA Florida államában. Lakosainak száma 1689 fő (2020. április 1.).

## Népesség
A település népességének változása:
| Lakosok száma | 1775 | 1728 | 1689 |
|               | 2000 | 2010 | 2020 |